# Staats-Spaanse Liniesroute
De Staats-Spaanse Liniesroute is een lusvormige fietsroute van 63 km in de Nederlandse provincie Zeeland (Zeeuws-Vlaanderen) en een klein deel België. De route loopt door het gebied van de Staats-Spaanse Linies. De route maakt gebruik van het fietsroutenetwerk. 

## Verloop
De route kan overal gestart worden, maar begint officieel in IJzendijke. Dit was een belangrijke vesting in de Staats-Spaanse Linies. Prins Maurits speelde hierin een belangrijke rol.
Bij buurtschap Ponte ligt de Jonkvrouwschans, onderdeel van de Passageule-Linie aangelegd door het Staatse leger als onderdeel van de Staats-Spaanse Linies. De route kruist hier ook de Passageule, deze kreek maakte onderdeel uit van de Passageule-Linie.
De route kruist in Balhofstede de Theo Middelkamproute en gaat langs natuurgebied Pontebos en kruist wederom de Passageule. Na Turkeye blijft ze de Passageule even volgen. 
In De Munte lag eertijds Fort De Munte, maar deze is verdwenen. De route kruist voor de laatste maal de Passageule en gaat zuidwaarts waarbij de loop van de Sint Kruiskreek wordt gevolgd. De route voert door Sint Kruis en langs natuurgebied het Groote Gat. 
Na de stad Aardenburg komt de route langs de Elderschans die samen met de Olieschans de stad Aardenburg moesten beschermen tegen de Spanjaarden.
De route volgt de loop van de Stierskreek en passeert de Kruisdijkschans welke Aardenburg en Sluis moest beschermen tegen de Spanjaarden. De Kruisdijkschans is nu ook natuurgebied. 
Buitenom Sluis geeft de route een indruk van de vestingwerken. Dan voert ze over de Damse Vaart door Sluis naar Sint Anna ter Muiden.
De route passeert de grens met België en gaat langs Hazegras en langs natuurgebied Het Zwin. Terug in Nederland kan - door voor Uitwateringskanaal naar de Wielingen direct linksaf te slaan - worden aangesloten op de LF Kustroute (welke hier onderdeel is van de EuroVelo EV4 Midden-Europaroute en de Eurovelo EV12 Noordzeeroute).
Na kruising van het uitwateringskanaal komt de route in Retranchement, genoemd naar het gelijknamige vestingwerk Retranchement.
Na Oostburg komt de route langs natuurgebied Groote Gat. Vlak voor IJzendijke gaat de route over de kasseien van de Mauritsweg om zo weer in IJzendijke te eindigen.

## Aansluitingen op andere fietsroutes
- Op veel plaatsen kan gebruik worden gemaakt van het fietsroutenetwerk ter plaatse.
- In Balhofstede kruist de route de Theo Middelkamproute.
- Door vlak voor Retranchement en het Uitwateringskanaal naar de Wielingen direct linksaf te slaan kan worden aangesloten op de LF Kustroute (welke hier onderdeel is van de EuroVelo EV4 Midden-Europaroute en de Eurovelo EV12 Noordzeeroute).